# Dipoena beni
Dipoena beni är en spindelart som beskrevs av Claude Lévi 1963. Dipoena beni ingår i släktet Dipoena och familjen klotspindlar.
Artens utbredningsområde är Bolivia. Inga underarter finns listade i Catalogue of Life.